# スーパーOL バカ女の祭典
『スーパーOL バカ女の祭典』（スーパーオーエル バカおんなのさいてん）は、山田まりおによる日本の4コマ漫画作品。

## 概要
『まんがタイム増刊・ビッグバン4コマ2000』（1999年）に読み切り作品が掲載された後、『まんがタイムラブリー』2000年3月号から連載を開始。『まんがタイムオリジナル』『まんがタイム』でも連載していたが、『ラブリー』2008年7月号をもって連載終了。単行本既刊4巻。
芳文商事第一営業所に勤める、島崎めぐみとその同僚によるコメディ。一見、普通のOL生活をコメディ化したように見えるが、かなり非現実的な考え方や言動、また身体的特徴によって笑いをとる内容となっている。イロモノの性質を上手く4コマに使い、まんがタイムシリーズで人気があり、また単行本も多く出している。

## 登場人物
島崎めぐみ（しまざき めぐみ）
この物語の主人公で、芳文商事第一営業所一課に勤めるOL。
27歳B型。かなり自己中心的な考え方を持つ。
顔がやや縦に長く、特徴的な顔をしている（新入社員紹介の時に岩田に不思議な生き物として見られた）が、自分の中ではかなり美化されている。
いい男と、金には目が無い。
仕事の成績は上位。現在、家賃4万の部屋で一人暮らし中（途中までは実家暮らし）。部屋にはゴキブリ、長いネズミ（イタチと思われる）が出る。
小学校の頃のあだ名は「ブラックホール島崎」。
和田（わだ）
この物語の中で、最も非現実的な体型をしている登場人物。
二頭身で明らかに頭が大きく、目が細い。26歳。
島崎とは昔からの知り合い。
当初第二営業所に配属されるが、人事のミスと発覚。後に第一営業所（変な人が集まることで有名）二課に配属。
酔っ払うと、知らない人に付いて行き迷惑をかけることがしばしば。
小学校の頃のあだ名は「ぶーにゃん」。
川上舞子（かわかみ まいこ）
この物語の中で、最も現実的な性格（時折壊れる）。島崎のフォロー役。
顔は島崎も認める可愛い子。23歳。
過去にストーカー被害に合っている。
社長秘書の幕ノ内の事が好き。
小学校の頃のあだ名は「マイちゃん」。
岩田たけし（いわた たけし）
シュールな性格。島崎をいじめることが生きがい。
時折ふらりと海外（インドなど）に出かけ、島崎の顔に似たお土産を買ってくる。仕事の成績はトップクラス。非現実的な行動が多いこの漫画で「最強」といっても差し支えないキャラ。由未カオルや島崎が宿無しになってしまった柏木を家に泊めたため短期間に極端に女性化やフレンドリーになってしまったことがあったが岩田の家に泊まっても全く岩田は変わらず、それどころか柏木が岩田化してしまったほど。
由未カオル（ゆみ かおる）
見た目はいい男だが、ゴキブリや注射等が嫌いとかなり腰抜けなところがある。
その名のため子供の頃からよくからかわれた。無論本人はこの名前を嫌がってフルネームで自己紹介するのを嫌がるが、両親はその名前を大変気に入っており、子供の頃の運動会に「かげろうお銀」と書いた大きな旗を作り応援するほど。また、かげろうお銀に対し「これからは疾風のお絹」と指摘し口論しあうなど、両親はそれくらい時代劇の水戸黄門を意識している。
秘書課のレイ子が好き。仕事の成績は上位。
過去にランエボ（ランサーエボリューション）VIを購入したが、島崎が原因で崖から落とされる。
酔っ払うと色んな物を持って帰る癖がある。しかし普段、この漫画では比較的まともな行動をする。
日高正幸（ひだか まさゆき）
少々非現実的な体型。眉毛、あるいは頬と目を間違えてしまいそうな顔をしている。とある業界でジュピターというHNを持つ。いい人だが、もしもこの中で誰か要らないとすれば真っ先に名前が上がる（島崎談）。
島崎にイメチェンをお願いして、散々な目にあった過去を持つ。
幕ノ内和司（まくのうち かずし）
社長秘書。見た目はかなりのいい男で、社内にもファンは多い。
時折冷酷な意見を放つ。川上の事を昔飼っていた金魚に似ていると思っている。岩田に負けないくらいマイペース。愛車のベンツがレッカー移動されても取りに行かず、兄のフェラーリを借り、それもまたレッカー移動されても取りに行かない。実家は昭和の特撮ヒーローものの悪役のアジトのようなビル。このようなことに周りが引くしぐさをみせていても、まったく動じない。
家族全員警察系（警視庁のエリートが多い）に勤めている。
鈴木レイ子（すずき れいこ）
誰にも知られていないが（幕ノ内除く）、社長令嬢。
かなりの美人だが基本的に男に興味は無く、格闘技の相手としか思っていない。過去に進められたお見合いの数は100回。家族は父（社長）、母、姉（男）。警察が苦手。そのため、幕ノ内の前では動揺してしまう（警察一家のため）。
幕ノ内曰く、山吹と嵐山（後述）のどちらかが好きらしい（あくまで幕ノ内談）。
高橋（たかはし）
由美の後輩で、いつも尻拭いをさせられている。
見た目はいい男で、彼女あり（クリスマスに相手がいることだけ話している）。
中里ツタ子（なかざと つたこ）
岩田の彼女。
自分より岩田の興味をひく島崎を敵視している。
織原大介（おりはら だいすけ）
レイ子の100回目のお見合い相手。
保育園の頃から、結婚を前提にレイ子に勝負を挑むが、連敗。
お見合い後、芳文商事就職。
柏木（かしわぎ）
幕ノ内に負けないくらいのいい男かつお金持ち。ホモで由未カオルに惚れていた。一時期株で大失敗し一文無しになってしまい、宿無しになってしまって知人の家に泊めてもらっていた。この際、一緒に生活していた人間が短時間でしぐさが女性化してしまうほどマナーがよい女性らしい男（外見はあくまで男性でニューハーフではない）。
大塚桃子（おおつか ももこ）
『まんがタイムオリジナル』2006年9月号に入社した女性。美人で性格もよく…と見えて、この漫画屈指のイロモノキャラ。彼氏がたくさんいる。また、彼女曰く「浮気相手」もたくさんいる。部屋は大人が普通に歩いて通れないほど狭く（天井まで物やが積まれている）、寝室は一見綺麗だが、絨毯の下にゴミがたくさんある。イロモノを見慣れている由未カオルが豹変するくらい汚い（ゴキブリはおろかドブネズミが普通に居る）。
山吹（やまぶき）
レイ子の友人。弁護士。この漫画では（まだ）比較的普通の性格。「レイ子の友人」として嵐山とセットで出てくることが多い。
嵐山（あらしやま）
レイ子の友人。消防士。セットで出てくる山吹同様普通に見えるが、禁煙しているときに喫煙者の由未カオルの服の匂いをかいだり、由未カオルの吸っているタバコの副流煙を口を尖らせて吸いに行ったり、と行動は過激。また、聞いた文章を一部しか頭に入れなかったり、由未カオルの名前を里美浩太郎と覚えていたりとまともに現実をまともに解釈しないために、極めておかしな発言や行動がほとんど。